# Eschelhorn
Eschelhorn ist eine Wüstung auf der Flur des Ortsteiles Alsleben der Gemeinde Trappstadt im unterfränkischen Landkreis Rhön-Grabfeld in Bayern.

## Geographische Lage
Die Wüstung liegt im unterfränkischen Teil des Grabfelds bei Alsleben an der Grenze zu Thüringen.

## Geschichte
Der Ort Eschelhorn wurde 1182 erstmals urkundlich erwähnt. Die Grafen von Henneberg-Hartenberg empfingen „einen Hof und eine Hofreite zu Eschelhorn“ sowie „den Zehntanteil“ zu Alsleben als Lehen des Bistums Fulda. Die Grafen von Henneberg-Hartenberg verkauften ihren Besitz 1371 an die Linie Henneberg-Aschach, welche sich später Henneberg-Römhild nannte. Von dieser gingen Eschelhorn und Alsleben  1548 an die verschwägerten Grafen von Mansfeld, welche  1555 diesen Besitz an die ernestinischen Herzöge von Sachsen verkauften. 1575 wurde die Ortschaft Eschelhorn wüst.
1604 erwarb der Fürstbischof Julius Echter von Mespelbrunn vom Herzogtum  Sachsen die ehemaligen hennebergischen Besitzungen in Alsleben mit Eschelhorn und gliederte sie dem Amt Königshofen an. 1803 kam die Wüstung zu Bayern, 1805 an das Großherzogtum Würzburg und  1814 endgültig an Bayern.
Mit der Eingliederung Alslebens  in die Marktgemeinde Trappstadt  gehört die Wüstung seit dem 1. Januar 1978 zu Trappstadt.